# 塔路町
塔路町（日语：／ Tōro chō */?）是日本領有下的樺太廳的一個已不存在的町，現在名為沙赫喬爾斯克。
地名來自於阿伊努語的「to-oro」（有湖泊的地方）。

## 概要
舊為惠須取町的一部份，后因煤礦而快速發展。1941年分出。当時人口有30270人，在樺太的市町村僅次于恵須取町、豐原市。

## 關聯條目
- 日本已不存在市町村列表